# Tabla votiva de Martínez de Mendaro
La tabla votiva de Martínez de Mendaro es una pintura flamenca de finales del siglo XV que está expuesta en una capilla de la Parroquia de San Pedro de Zumaya, al norte de España.

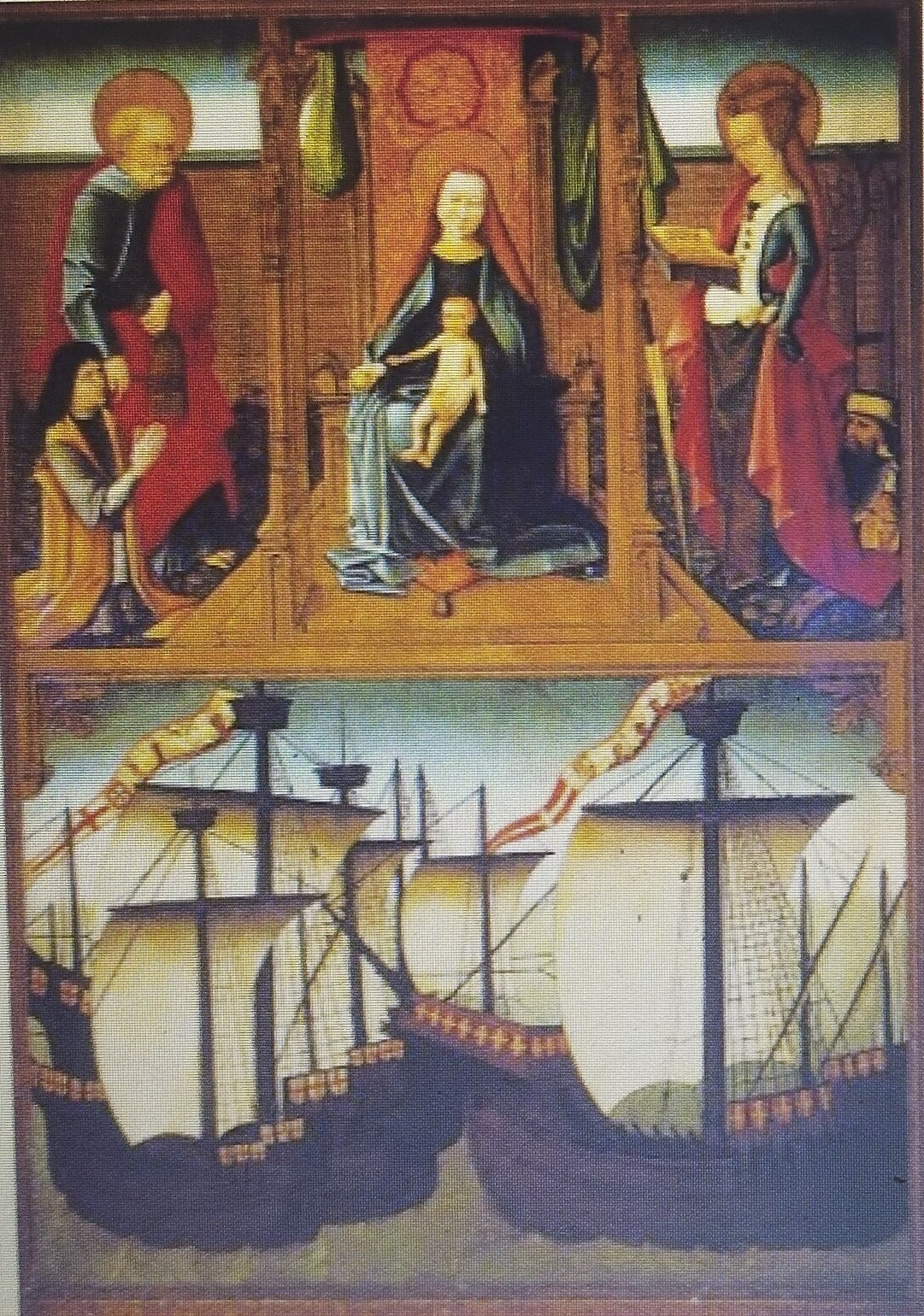
Tabla votiva de Martínez de Mendaro

Fue realizada por encargo del marino de Zumaya Juan Martínez de Mendaro para conmemorar su victoria en la batalla de Gibraltar en 1475 contra la escuadra Portuguesa y para guardar la memoria de su hijo Juan, que falleció en la contienda.
En el año 2022 fue restaurada por el Departamento de Cultura de la Diputación Foral de Guipúzcoa.

## Descripción
La confección de la tabla se atribuye al entorno del maestro de Bruselas de Santa Godeliva, discípulo de Hans  Memling.
Fue encargada y donada  por Juan Martínez de Mendaro a la parroquia de San Pedro de Zumaya.
La obra se divide en dos partes, la escena superior es religiosa y representa una Virgen con Niño entronizada, con san Pedro y Juan Martínez de Mendaro a su derecha y Santa Catalina y Majencio a la izquierda.
El  motivo  de  la  parte inferior es muy  original por ser la primera representación pictórica de una batalla naval, entre portugueses y españoles de la guerra de sucesión castellana en la que falleció Juan Martínez de Mendaro.
Representan el triunfo de las naves dirigidas por el capitán Juan Martínez de Mendaro contra los ejércitos portugués y genovés. El barco de la izquierda lleva las armas de Portugal, y el de la derecha los de Castilla.
Otro dato relevante es que permite conocer cómo era una carraca vasca de la segunda mitad del siglo XV.